# Сви у напад
Сви у напад (енгл. Bring It On) серијал је филмова о чирлидингу. Први филм, Сви у напад, приказан је 2000. године, а од тада су приказана још шест наставака. Сви филмови садрже попуно другачије глумачке поставе.

## Филмови
- Сви у напад (2000)
- Сви у напад, опет (2004)
- Сви у напад: Све или ништа (2006)
- Сви у напад: Само напред до победе (2007)
- Сви у напад: Борба до краја (2009)
- Сви у напад: Светско такмичење (2017)
- Сви у напад: Навијај или умри (2022)